# Tritonus Guitar Trio
A Tritonus Guitar Trio egy magyar gitáregyüttes. 

## Története
Az együttest Roth Ede tanítványai hozták létre 2010 körül. A trió tagjai eredetileg Török Zsófia, Szurgyi Gergely és Varga Bálint voltak, nemzetközileg is megmutatkozva többek között a Goriziai Nemzetközi Gitárverseny 3. díját nyerték el.
2015-ben megváltozott a trió felállása (Molnár Levente, Szurgyi Gergely és Varga Bálint). Ez a formáció a Nyitott Kapuk fesztiválon debütált. Első alkalommal 2015. január 10-én játszottak Tritonus Guitar Trio néven. Ebben az évben mindhárman a győri Széchenyi István Egyetemen folytatták zenei tanulmányaikat, Roth Ede és Arnóth Balázs szakmai irányításával.
Az együttes rendszeresen fellép a hazai és külföldi közönség előtt. Országos és nemzetközi versenyeken is eredményesen szerepelnek. Első helyezést értek el a Győri Egyetemi Versenyen és a Szegedi Országos Gitárversenyen. A 2016 novemberében, Pozsonyban megrendezett L.Luthier Contest kamarazene verseny győztesei. 2018-ban a bragai kamarazene verseny közönségdíját és a Bratislava Guitar Competition kamaraszekciójának első díját nyerték el. Ugyanebben az évben a világhírű Guitar Foundation of America gitárverseny kamara kategóriájának 2. helyezettjei lettek Louisvilleben.
2019-ben első díjat nyertek a Miamiban megrendezett Guitar Foundation of America gitárverseny kamara kategóriájában.
2015 februárja óta az együttes folyamatosan bővíti repertoárját. Különféle zenei korszakokból válogatnak darabokat és saját átiratokat is készítenek. Céljuk, hogy olyan zeneműveket szólaltassanak meg, amelyeket a közönség ritkán hallhat három gitáron.
A trió tevékenységének nemzetközibbé válása óta előszeretettel használja nevének e formáját, ugyanakkor a magyar eseménykiírásokban több esetben Tritonus (Gitár) Trió formában található.
Első lemezük 2018 decemberében jelent meg Debüt címmel az NKA támogatásával.